# Romsey Abbey

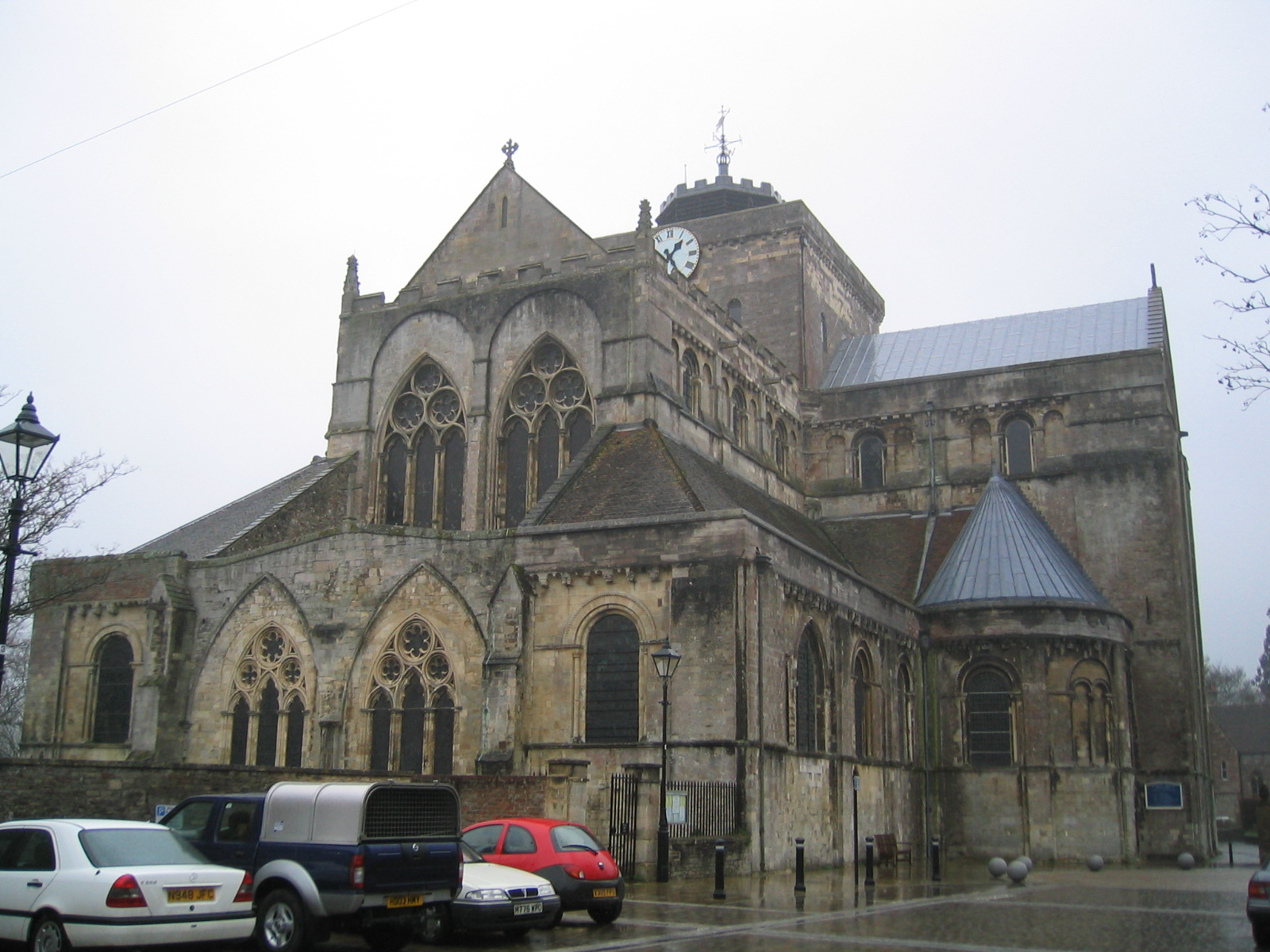
Romsey Abbey

Romsey Abbey i staden Romsey i Hampshire England, var ett nunnekloster av benediktinerorden, verksamt från 907 till 1539. Den före detta klosterkyrkan uppfördes på 900-talet och används fortfarande som församlingskyrka.  